# Revue franco-nipponne
La Revue Franco-Nipponne est une revue artistique. Basée à Paris, elle publie de février 1926 à janvier 1930.

## Présentation
Le premier numéro de la Revue Fanco-Nipponne est publié le 15 février 1926. Elle est initialement située dans l’hôtel particulier du Cercle Japonais, 7 rue du Débarcadère, dans le 17e arrondissement de Paris.
Elle est dirigée par Akimassa Nakanishi, et Kuni Matsuo en est le rédacteur en chef.
La Revue Franco-Nipponne a pour objectif de faire connaitre, à un public français, la littérature, la peinture et le théâtre japonais, ainsi que de développer des relations intellectuelles entre ces deux pays.
Plusieurs numéros sont illustrés par Tsugouharu Foujita qui participe au premier numéro comme collaborateur, notamment, en y racontant ses impressions, lors de son arrivée à Paris. Il en devient conseiller artistique, à partir du second numéro,. Le premier numéro publie aussi une étude de René Maublanc sur le « haï-kaï français ».

Direction de la R.F.N
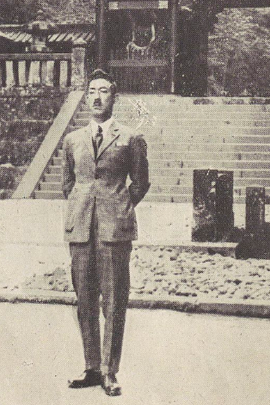
Akimassa Nakanishi, directeur de la Revue Franco-Nipponne.
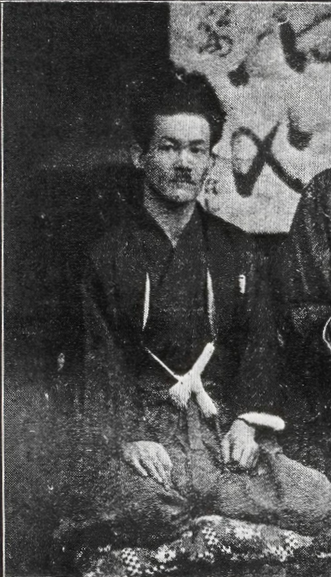
Kuninosuke, dit "Kuni" Matsuo, rédacteur en chef.
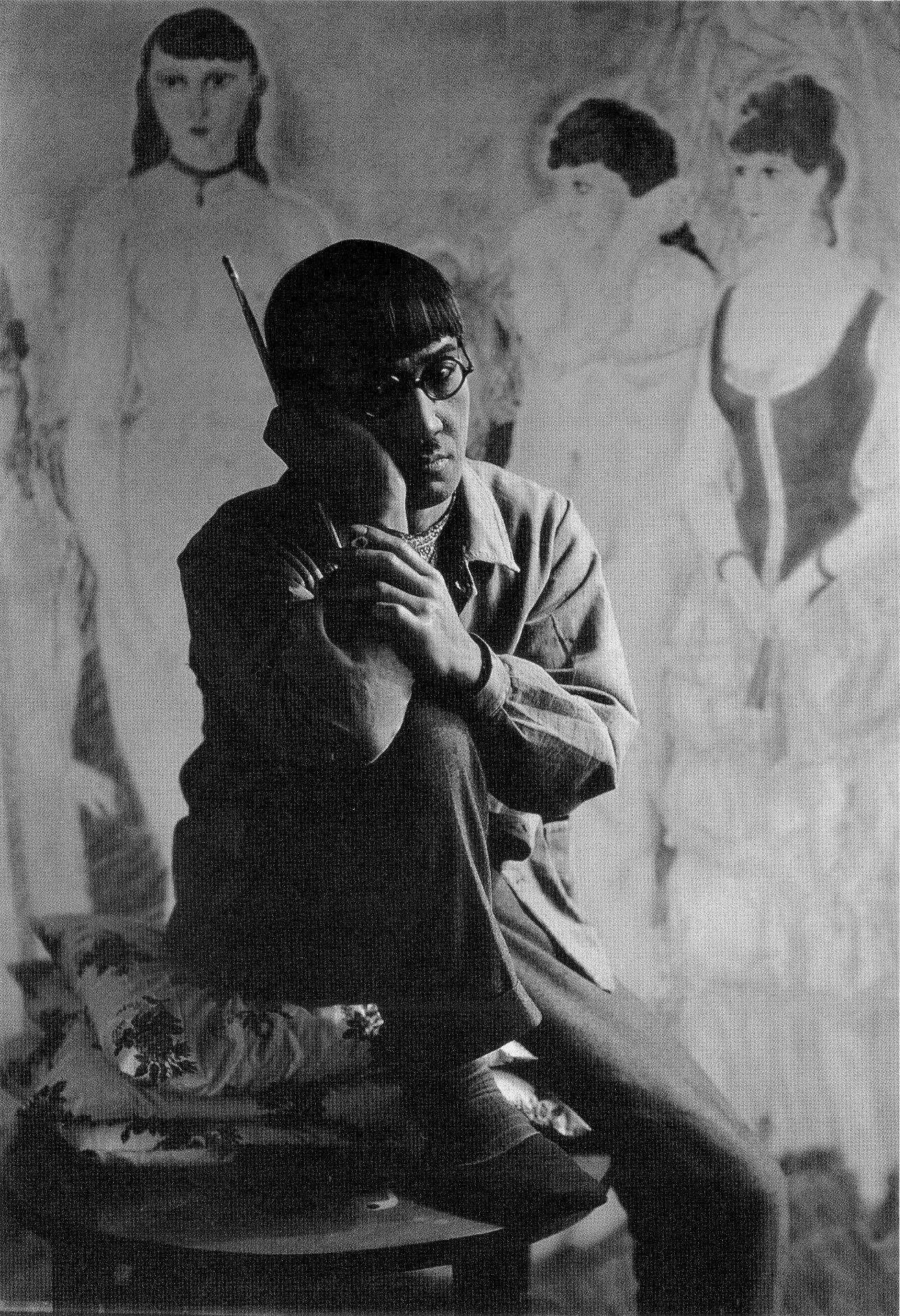
Foujita, illustrateur et directeur artistique [a 2].

En avril 1928, à la suite de la parution de Défense de L'Occident, d'Henri Massis, elle édite l'ouvrage Défense de l'Asie et du Bouddhisme, Réponse à M.Massis, auteur de « Défense de l'Occident » du traducteur, philosophe et linguiste Émile Steinilber-Oberlin,,. À cette période elle se situe au 1 avenue Reille, dans le 14 arrondissement.
Dans son 7e numéro, de mai-juin 1928, elle publie une lettre de Mineichirō Adachi (ja) (安達峰一郎), nouvel ambassadeur du Japon à Paris. Aussi, elle publie une traduction de haï-kaï, de la poétesse médiévale Ono no Komachi.
Le 23 juin 1928, la direction de la revue organise une réception, pour fêter son 7e numéro, place Denfer-Rochereau. Évènement qui réunit, notamment, Kikou Yamata, Edmond Pilon, Paul-Louis Couchaud, Émile Steinilber-Oberlin, René Maublanc et Isabelle Sandy. 

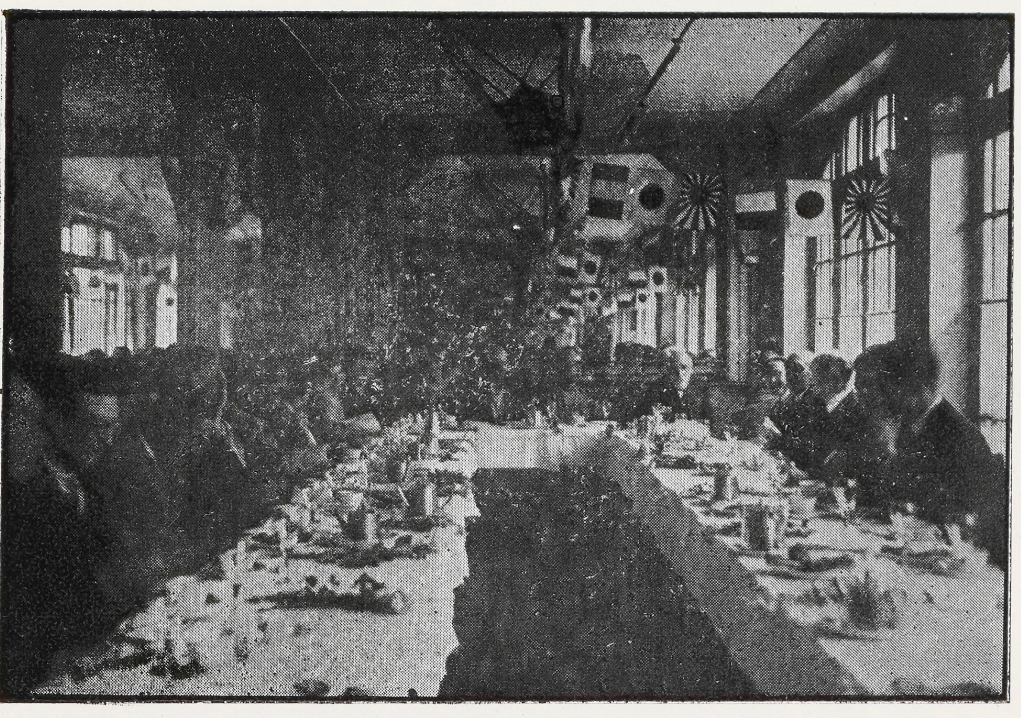
Fête pour célébrer le 7e numéro de la Revue Franco-Nipponne. Le 23 juin 1928, place Denfer.

Au printemps 1929, elle publie une édition spéciale. Initialement prévue pour décembre, elle est retardée en raison des problèmes de santé du directeur. Ce numéro est décrit par Paris-Soir, comme étant « très important et d'une grande variété ». Par ailleurs, Alexis Danan, collaborateur du quotidien parisien, y publie sa série de poèmes : Drames sans paroles.
Le douzième et dernier numéro de la Revue Franco-Nipponne parait en janvier 1930. Akimassa Nakanishi y publie le texte : Pourquoi j'aime la France. Le périodique L'Œuvre, à qui il a fait cadeau d'un exemplaire, en publiera un extrait. Il y publie aussi, notamment, son poème : Mon joli canari, publié, en mars suivant, dans Mercure de France. Qualifié de malicieux par le poète, romancier et dramaturge Charles-Henry Hirsch, il en dira, dans les lignes de cette revue, qu'il ne manque ni « de grâce ni d'intelligence ».

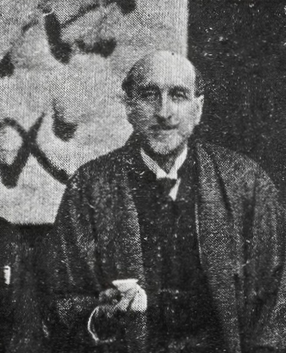
En avril 1928, la Revue Franco-Nipponne édite l'ouvrage Défense de l'Asie et du Bouddhisme, Réponse à M.Massis, auteur de Défense de l'Occident d'Émile Steinilber-Oberlin,,.

## Historique détaillée des numéros
- No 1, 15 février 1926

Couverture illustrée par Foujita. Collaboration de Kikou Yamata, Marie-Louise Vignon, Michel Revon, Edmond Jaloux, Émile Steinilber-Oberlin, Henri de Regnier et René Maublanc. 
- N°2, 1er mai 1926

Couverture illustrée par Foujita. Collaboration de Kikou Yamata, Claude Farrère et Ishii Kikujirō. René Maublanc organise un concours de haï-kaï, auquel participe Julien Vocance. 
- N°3, 15 aout 1926

Couverture illustrée par Foujita. Publication de haï-kaï de Julien Vocance, André Thouvenel,, Jean Breton, René Druart et Takeshi Yanagisawa. Collaboration de Frédéric Plessis, Isabelle Sandy et Paul Harel
- N°4, novembre 1926

Couverture illustrée par Foujita.
- N°5, mars 1927

Couverture illustrée par Foujita,. Publication de la traduction française de la nouvelle Le jardin des pivoines de Kafū Nagai. Collaboration de Marie-Louise Vignon, Tameské soméya, Alphonse Daudet, Amélie Murat et Robert Chauvelot,.
- N°6, aout 1927[16]

- Dans son 7eme numéro, la Revue Franco-Nipponne publie une traduction de haï-kaï, de la poétesse médiévale Ono no Komachi[b 2].N°7, mai-juin 1928

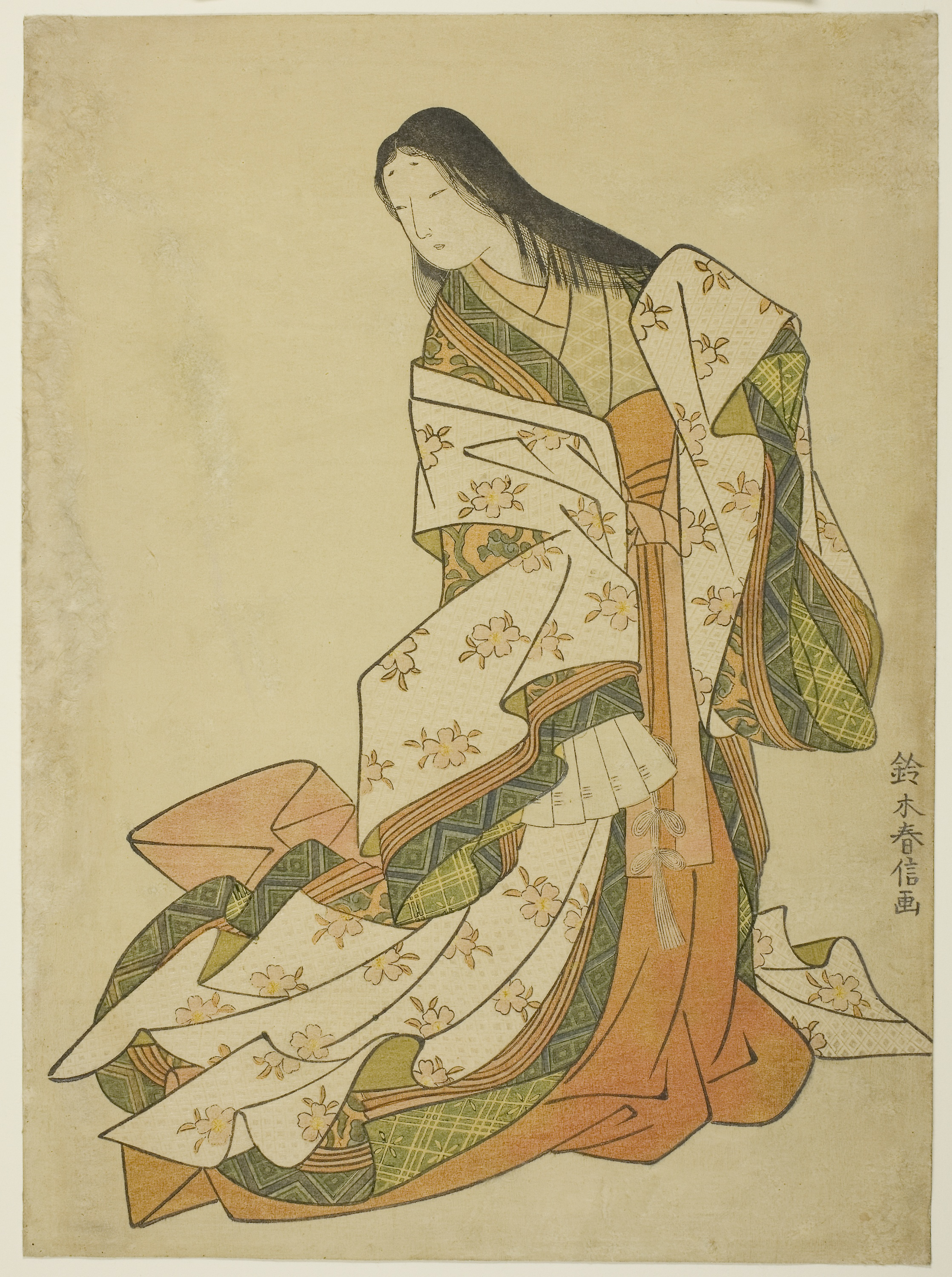
Dans son 7eme numéro, la Revue Franco-Nipponne publie une traduction de haï-kaï, de la poétesse médiévale Ono no Komachi.

Publication de haï-kaï d'Ono no Komachi, traduits par Kikou Yamata. Publication d'un article de Takeshi Yanagisawa, sur l'ouvrage L'Honorable Partie de campagne de Thomas Raucat.
- N°8, septembre 1928

- Édition spéciale, printemps 1929

Collaboration de Amélie Murat, René Maublanc, Geneviève Rostan, Jeanne Mette , Camille Gandilhon Gens d'Armes, André Mouëzy-Éon, Henri de Régnier, Fernand Gregh, André Foulon de Vaulx et Alexis Danan.
- N°?, juin 1929

Porte la mention: Paris Junpo
- N°12, janvier 1930

Textes Mon joli canari et Pourquoi j'aime la France d'Akimassa Nakanishi et Haï-kaï de Réné et Henri Druart,.